# Богушевск
Богуше́вск (бел. Багушэўск) — городской посёлок в Сенненском районе Витебской области Беларуси в 54 км от Витебска, в 48 км от Орши. Станция Богушевская на железной дороге Витебск — Орша. Административный центр Богушевского сельсовета.
Численность населения — 2 259 человек (на 1 января 2025 года).

## История
В 1924—1931 и 1935—1960 годах Богушевск был центром Богушевского района. Существует две версии возникновения Богушевска. Согласно первой, датой возникновения Богушевска считается 1879 г. До революции 1917 года это было заброшенное небольшое поселение с несколькими десятками деревянных домов, корчмою, одним частным магазином. Дети состоятельных людей ходили в начальную земскую школу, которая находилась в деревне Ског.
Первые жители стали селиться на территории Богушевска благодаря капличке «Святого Маккавея». Остатки её, фрагменты сгнивших позеленевших бревен можно видеть и теперь слева от дороги Богушевск — Застенки. В день Св. Маккавея и других церковных праздников с Серекоротни (ныне село Красный Берег или Лучезарное) сюда приезжал православный священник и служил молебен, а также собиралось много крестьян из соседних сел.
Несколько предприимчивых людей решили тут поселиться, чтобы вести торговлю. Заборовский (Заблоцкий) открыл корчму. Рядом с ней еврей Гозин открыл заезжий дом (нечто вроде гостиницы) и бакалейный магазин (лавку). Такой же магазин открыл латыш Рэгут (его потомки живут ныне в Богушевске). Этих троих и можно считать основателями Богушевска. Дата их поселения 1879 г. Затем стали селиться и другие: Ландёнок, Мойша Гиршевич Кулик, Кац, Кривошеев.
Бывший председатель Богушевского поселкового совета Анатолий Николаевич Мергурьев, нашедший старую школьную тетрадь учителя географии Геннадия Семеновича Цветкова, предоставил материал по истории Богушевска сенненскому журналисту И. Лазюку, который и опубликовал его. Так возникла вторая версия возникновения Богушевска.
Согласно этой версии, в 1839 году в так называемом урочище Бычиха поселилась семья латыша Реута. В XIX веке Богушевск известен как фольварк Богушевка, где в 1854-84 годах работала пивоварня. Главным пивоваром был латыш Реут (Регут). Первые поселенцы: Крустенсон, Кулик, Лейкин, Гозин. В 1901—1904 годах начала строиться железная дорога Витебск — Жлобин. Потребовалось много грунта для насыпи. Так возник карьер. В этих местах удобно было строить станцию, ибо Орша, Витебск и Сенно отсюда находились на расстоянии 40 км. Большая часть земли принадлежала Дмитрию Васильевичу Богушевскому, местному помещику, жившему в то время в Санкт-Петербурге.
В 1901 году Богушевский бесплатно или за символическую плату выделил землю под станцию, но с тем условием, чтобы станция была названа в честь его жены. Так и стала она называться Богушевской, а населенный пункт получил имя Богушевск.
Затем в Богушевске построили склады — для газет и бензина, магазин. Поселок начал быстро расти, в первую очередь за счет евреев, переселившихся из окрестных сел и занимавшихся торговлей. Были среди них портные, сапожники, возчики, кузнецы. Линия железной дороги Ново-Сокольники — Витебск — Орша — Жлобин вступила в эксплуатацию в 1902 г.
В 1915 году в Богушевске построили частную лесопилку, на которой работали два десятка рабочих.
Дети первых поселенцев белорусов ходили учиться в деревню Ског. Незадолго до революции в Богушевске появилась синагога. При ней училась часть еврейских детей.
Советская власть установлена в ноябре 1917 года. В феврале 1918 года для борьбы с немецкими захватчиками в Богушевске сформирован партизанский отряд (300 чел.), выросший в полк Красной Армии. Жизнь в Богушевске пробудилась. Возникли бараночная, пекарня. В Богушевском районе: 415 мелких промышленных предприятий (ок. 1930 г.). Действовала заготовительная контора. Восемь бывших кустарей-одиночек (Г. Б. Фельдшерович, С. Е. Мурашкова и др.) организовались в промышленно-кооперативную Артель гнутой мебели, которая существовала на паевых началах под названием «Труд».
27 сентября 1938 года Богушевск получил статус посёлка городского типа.
С 20 января 1960 года Богушевск передан в состав Сенненского района из упразднённого Богушевского района.
Указом Президента Республики Беларусь № 277 от 2 июня 2009 года утверждены герб и флаг Богушевска.
8 августа 2013 года Богушевский сельсовет и городской посёлок Богушевск объединены в одну административно-территориальную единицу — Богушевский сельсовет с административным центром городской посёлок Богушевск.

## Население
Численность населения — 2 259 человек (на 1 января 2025 года).
| Численность населения: |
| График не отображается по техническим причинам. Чтобы исправить это, воспроизведите график в новом формате, если это возможно. |

| Год         | 1939 | 1959  | 1970  | 1979  | 1989  | 2006  | 2016  | 2018  | 2023  | 2024 | 2025   |
| ----------- | ---- | ----- | ----- | ----- | ----- | ----- | ----- | ----- | ----- | ---- | ------ |
| Численность | 3280 | ▲6839 | ▼4661 | ▲4895 | ▼4590 | ▼3344 | ▼2598 | ▼2548 | ▼2363 |      | ▼2 259 |

По переписи 1939 года в Богушевске проживало 2358 белорусов, 569 евреев, 217 русских, 46 украинцев, 31 поляк, 59 представителей прочих национальностей.

## Экономика
Экономика посёлка представлена следующими предприятиями:
- ГЛХУ «Богушевский лесхоз»
- КУПБО «Престиж»
- СООО «Милконфорест» (обработка древесины)

## Здравоохранение
В Богушевске находится дом-интернат «Рябцево» для детей с особенностями психофизического развития и областная туберкулезная больница.
В Богушевске находится филиал Сенненской центральной районной больницы — Богушевская районная больница — название сохранилось со времен Богушевского района. При Богушевской больнице работает поликлиника (в ней работают врачи терапевты, гинеколог, стоматолог, зубной техник, фтизиатр).
В 2010 году в поликлинике был завершен капитальный ремонт.

## Культура
- Богушевский Дом культуры
- Музыкальная школа

## Достопримечательности
- Еврейское кладбище
- Парк
- Церковь Святых Петра и Павла
- Братская могила (1944 г.) —  Историко-культурная ценность Республики Беларусь, шифр 213Д000739
- Трактор-легенда (подлинный трактор ХТЗ 1932 года выпуска) находится на территории бывшего совхоза «Богушевский» по ул. Колхозная

### Памятник, скульптура
- Памятник советским солдатам
- Памятный знак «Крыло бессмертия»
- Памятник защитникам Богушевска в виде пушки
- Мемориальная доска земляку Барышеву Петру Николаевичу (1926-2000), участнику Великой Отечественной войны, воину-интернационалисту, почётному сотруднику госбезопасности (2024). Установлена на здании школы.

## Богушевский район
Богушевский район — административно-территориальная единица в составе Белорусской ССР, существовавшая в 1924—1931 и 1935—1960 годах. Центр — местечко (с 1938 — городской посёлок) Богушевск.
Богушевский район был образован в 1924 году в составе Оршанского округа. По данным 1926 года имел площадь 778 км², население — 33,0 тыс. чел. В 1930 году, когда была упразднена окружная система, Богушевский район перешёл в прямое подчинение БССР. В 1931 году район был упразднён.
Восстановлен в 1935 году в прямом подчинении Белорусской ССР. В январе 1938 года с введением областного деления включён в состав Витебской области.
По данным на 1 января 1947 года район имел площадь 1,0 тыс. км². В его состав входили городской посёлок Богушевск и 11 сельсоветов: Будский, Замосточский, Застодольский, Коковчинский, Ледневичский, Мокшанский, Новосельский, Осиновский, Остапенский (центр — д. Песочанка), Стайковский, Старобобыльский.
В 1960 году район был упразднён, а его территория разделена между Витебским, Оршанским и Сенненским районами.

## Известные лица
- Абросимов, Пётр Андреевич (1912—2009) — советский дипломат.
- Овсищер, Лев Петрович (1919—2007) — полковник авиации, участник Второй мировой войны.
- Конопелько, Зинаида Игнатьевна (1918—1997) — актриса, народная артистка БССР.
- Мартинович, Изабелла Ивановна (1927—2021) — белорусский юрист.
- Мочалов, Павел Леонидович (род. 1974) — белорусский архитектор.
- Сергеева, Галина Гавриловна (род. 1937) — учёный, историк.
- Яскевич, Валерия Руслановна (род. 1999) — белорусская певица